# Eucalyptus grandis
Евкаліпт великий (Eucalyptus grandis) — вид рослин роду евкаліпт (Eucalyptus).

## Назва
Відомий також під назвою «затоплюваний евкаліпт» через те, що ростуть обабіч річок і не страждають під час повеней у сезон дощів.

## Будова
Високе дерево з чистою білою гладкою корою, що виділяється на фоні зелені. Висота дорослого евкаліпта в середньому 50 метрів, хоча окремі екземпляри сягають і 80 метрів.

## Життєвий цикл
Властивістю Eucalyptus grandis є швидкий ріст. Саджанці виростають на сім метрів за перший рік після посадки.

## Поширення та середовище існування
Росте на східному узбережжі Австралії.

## Практичне використання
Евкаліпт великий вирощують заради високоякісної деревини, яка використовується в будівництві, виробництві фанери, столярних виробів, а також в паперовій промисловості.
Містить велику кількість терпенів, що використовуються для боротьби з комахами-шкідниками, а також у фармацевтичній промисловості. Терпени мають схожу кількість вуглецю як дизельне паливо. Вчені розглядають можливість вбудовувати гени евкаліпта в геном бактерій і дріжджів, перетворюючи їх у виробників терпенів, з яких можна буде виробляти паливо.

## Цікаві факти
Вивчивши геном Eucalyptus grandis, дослідники з'ясували, що 34 % з 36 тисяч його генів міститися в дубльованих ділянках ДНК (тандемних повторах). Це найвищий відомий на цей час показник в рослинному світі.

## Галерея

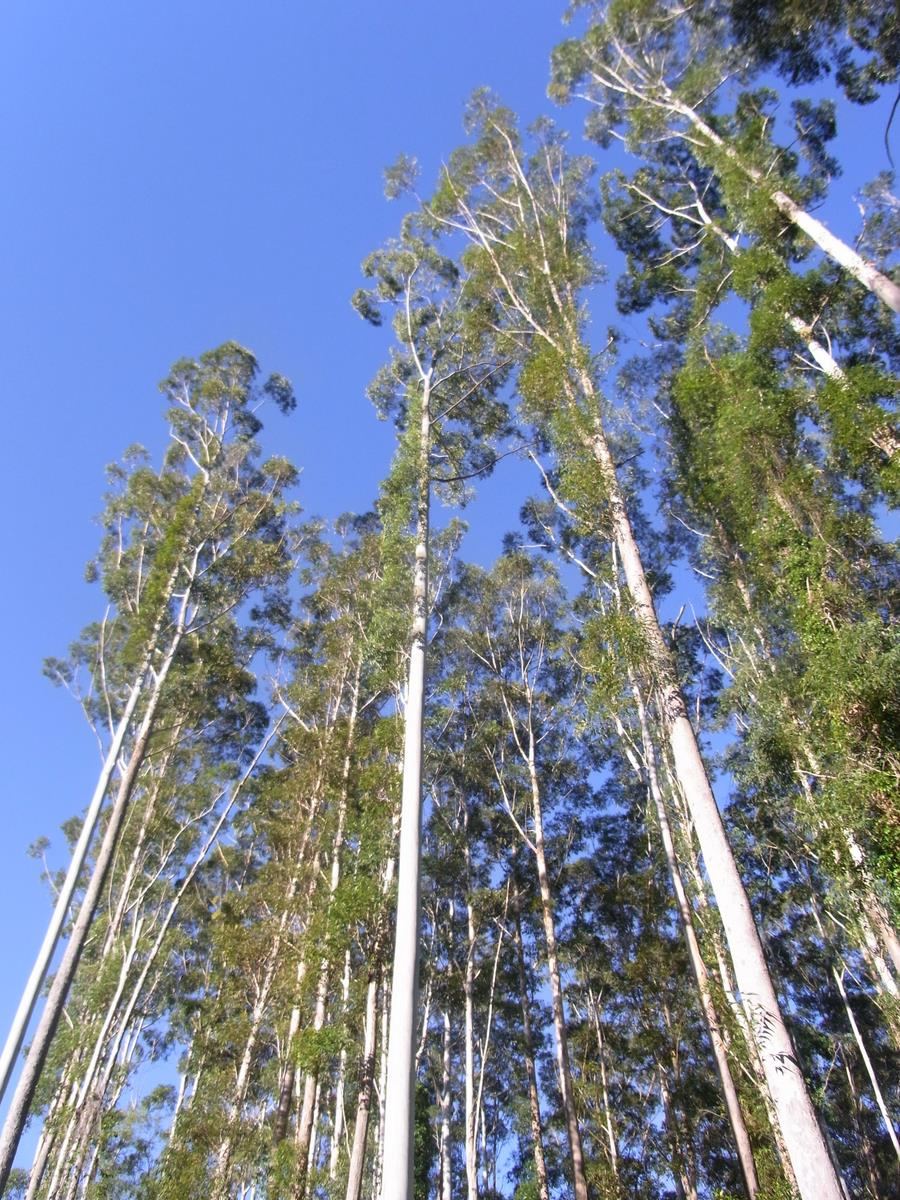
Дерева
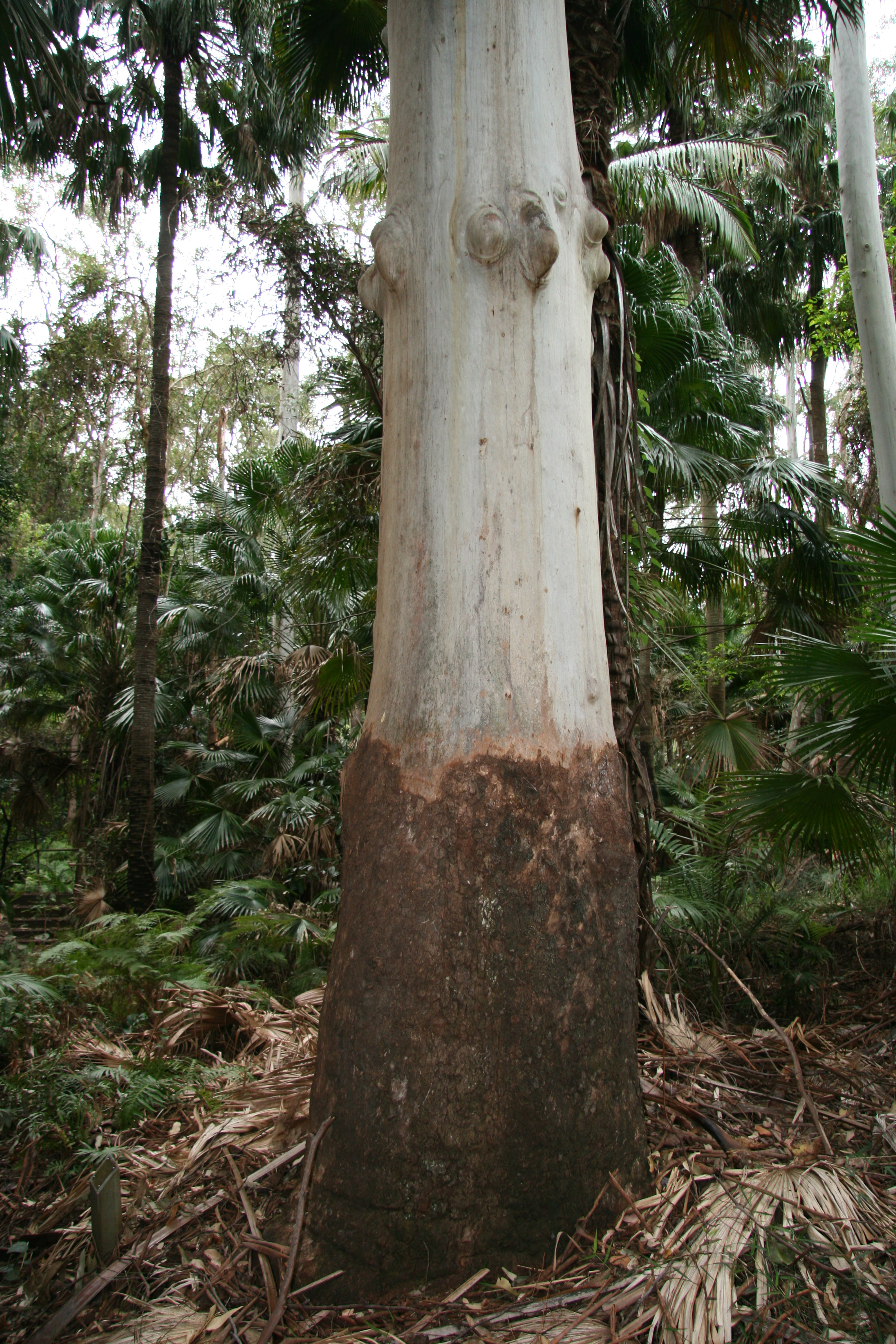
Білий стовбур евкаліпта